# Корпускула
Корпу́скула (от лат. corpusculum, уменьш. лат. corpus — тельце, крошечная плоть, частица) — устаревший термин для обозначения мельчайшей частицы материи или эфира (в отличие от волны). Слово часто употребляется в трудах М. В. Ломоносова (наряду с употреблением слов «атом» и «молекула»). Сейчас слово корпускула заменяют на слово молекула или атом, однако присутствует оно в научном лексиконе французского физика Луи де Бройля уже во второй половине XX века.
В конце XIX — начале XX века на страницах «Энциклопедического словаря Брокгауза и Ефрона» этот термин описывался следующим образом:
«Корпускула (Corpusculum) — так Р. Броун назвал особые тельца, находящиеся в зародышевом мешке голосеменных растений, в морфологическом и физиологическом отношениях равнозначащие женским половым органам сосудистых тайнобрачных растений, так называемым архегониям. К. развиваются из поверхностных клеточек белка, соприкасающихся друг с другом или находящихся между другими клеточками; в одном зародышевом мешке их бывает от 2 до 15. Подобно архегонию, К. состоит из небольшой шейки, не выдающейся над белком канальцевой клеточки, так наз. яйцеклеточки, представляющей существенную часть К.; эта клеточка оплодотворяется и дает начало зародышу (см. Голосеменные)».